# 亚历山大·科耶夫
亚历山大·弗拉基米羅維奇·科耶夫（俄语：Александр Владимирович Кожевников，1902年4月28日—1968年6月4日）是一位出生于俄罗斯的法国哲学家和政治家，他主办的哲学研讨会对20世纪法国哲学产生了巨大影响，特别是通过他的介绍使得黑格尔概念进入二十世纪的法国哲学。作为政治家，二战后科耶夫在法国经济事务部工作，並在组建欧盟方面发挥了重要作用。科耶夫是列奥·施特劳斯的好友並始終保持著哲学对话。
科耶夫影响了乔治·巴塔耶、雅克·拉康、安德烈·布勒东、阿尔贝·加缪、梅洛－庞蒂和雷蒙·阿隆等人。弗朗西斯·福山称其思想受到科耶夫的影响。

## 生平
1902年，亚历山大·科耶尼科夫出生在莫斯科一个富有的貴族家庭。他的叔叔是艺术家康定斯基。三岁时，科耶夫的父亲在日俄战争中丧生。他十五岁时十月革命爆发，为了求生被迫到黑市倒卖肥皂被捕，等到他離開監獄時他受到馬克思主義的影響，後來更是成為了斯大林主義者。1919年，他与朋友乔治·维特（George Witt）准备出国，科耶夫跑到德国，靠变卖首饰维持着生活。他用卖首饰的钱入股了一家奶酪厂，并获得不菲的分红。他後來在柏林洪堡大学和海德堡大学學習。1926年，他在卡尔·雅斯贝尔斯的指导下完成了关于俄罗斯宗教哲学家弗拉基米尔·索洛维约夫的博士论文，從海德堡大学畢業。
1928年，他來到法國，改名科耶夫。他因為搭訕亚历山大·夸黑的弟媳而偶然結識亞歷山大·夸黑，讓他有機會進入法國知識界。从1933到1939年，夸黑受聘到開羅大學任教，他推薦科耶夫到巴黎高等應用學院讲授黑格爾的宗教哲學。
第二次世界大战后，科耶夫在馬若蘭和沃姆澤的引薦下進入法国经济事务部工作，成为欧洲共同市场的主要规划者之一，並參與簽署了巴黎條約 (1951年)和關貿總協定。
他是一名多语言学者，他研究并使用梵语，汉语，藏语，拉丁语和古典希腊语。他还精通法语，德语，俄语和英语。
1968年，柯耶夫代表法国政府在欧洲经济共同体发表演讲后不久突发心脏病在布鲁塞尔去世。

## 哲学观点
科耶夫讲授黑格尔《精神现象学》长达六、七年之久，但他不是一位学究，字斟句酌地讲解非他的专长。他的解释揉合了马克思、海德格尔、尼采等人的思想，使黑格尔的精神现象学焕发出迷人的色彩，深深地吸引了科耶夫的学生和读者。尽管有人不认为科耶夫忠实地解释了黑格尔的思想，但科耶夫无疑是黑格尔主义哲学阵营中的一员骁将，这不是一个简单的"是否忠实"的问题所能否定的。真正的生命力在于是否能让旧有的思想焕发出新的力量。黑格尔可以说是由科耶夫等人的解释而成为左右现代法国哲学思想的"三 H"（黑格尔 Hegel，胡塞尔Husserl，海德格尔Heidegger）之一的。
科耶夫在众所周知的《历史的终结》文章中提出了这样一种观点，即在有限的意义上，意识形态的历史以法国大革命和拿破仑政权而终结，并且不再需要进行暴力斗争以建立“合理的权利制度和平等的承认”。科耶夫的“历史的终结”的观点不同于弗朗西斯·福山后来的同名论文，因为福山认为历史终结于社会主义资本主义的综合，也就是自由资本主义的胜利。
马克·里拉指出，科耶夫不赞成20世纪30年代欧洲知识分子认为的“资本主义和民主是启蒙运动的失败产物，而这些产物将被共产主义或法西斯主义所摧毁”的观点。相比之下，科耶夫虽然最初对苏联比美国更有同情心，却把他的大部分思想都用于保护西欧自治，尤其是法国，使它不受苏联或美国的统治。他认为，资本主义的美国代表右派黑格尔主义，而国家社会主义的苏联代表左派黑格尔主义;他认为，任何一方的胜利都会导致里拉所说的“一个没有阶级差别的合理组织的官僚机构。”
1947年科耶夫的《黑格尔导读》被翻译成英文。他对黑格尔的解释是过去一个世纪最具影响力的一部。他的讲座由一小组有影响力的知识分子参加，包括雷蒙·格诺，喬治·巴代伊，莫里斯·布朗肖，莫里斯·梅洛-庞蒂，安德烈·布勒东，雅各·拉康，雷蒙·阿隆，Roger Caillois，Michel Leiris，亨利·柯宾，Jean Hyppolite和Éric Weil。他对主奴辩证法的解释对雅克·拉康镜像阶段理论产生重要影响。其他承认自己受到影响的法国思想家包括后结构主义哲学家米歇尔·福柯和雅克·德里达。
科耶夫与列奥·施特劳斯的通信已发表于《论僭政》。在20世纪50年代，科耶夫还遇到了右派法律理论家卡尔·施密特，他的“政治概念”在他对黑格尔关于“主权与束缚”的文本的分析中曾暗中批评过。另一位密友是耶稣会黑格尔哲学家加斯顿·费萨德（Gaston Fessard）。
除了他关于精神现象学的讲座之外，科耶夫还出版包括一本关于伊曼努尔·康德的小书，以及关于黑格尔与马克思主义思想和基督教之间关系的文章。

## 科耶夫与苏联
1999年法国的《世界报》文章称，根据法国情报部门从前苏联获得的档案，科耶夫为苏联进行了三十多年的间谍活动。尽管这份资料一直没有被公开，其真实性存疑。

## 著作
- 《黑格尔导读》，姜志辉译，译林出版社，2005。
- 《法权现象学纲要》，邱立波译，华东师范大学出版社，2011。
- 《科耶夫的新拉丁帝国》，邱立波译，华夏出版社，2008。
- 《论僭政》，施特劳斯、科耶夫著，收录施特劳斯《论僭政》、科耶夫的评论和科耶夫-施特劳斯通信集，华夏出版社，2006。
- 《权威的概念》，姜志辉译，译林出版社，2011